# Neprilizin
Neprilizin (EC 3.4.24.11, neutralna endopeptidaza, endopeptidaza 24.11, enkefalinaza, endopeptidaza-2, CALLA antigen, membranska metaloendopeptidaza, endopeptidaza-2, CALLA glikoprotein, CALLA, CALLA glikoprotein, neutral metalendopeptidaza, membranska metalloendopeptidaza, NEP, neutral endopeptidaza 24.11, CD10, neutralna endopeptidaza, antigen akutne limfoblastne leukemije) je enzim. Ovaj enzim katalizuje sledeću hemijsku reakciju
Preferentno razlaganje polipeptida između hidrofobnih ostataka, posebno sa Phe i Tyr u P1'
Ovaj za membranu vezani glikoprotein je široko rasprostranjen u životinjskim tkivima

## Literatura
- Nicholas C. Price; Lewis Stevens (1999). Fundamentals of Enzymology: The Cell and Molecular Biology of Catalytic Proteins (Third изд.). USA: Oxford University Press. ISBN 019850229X.
- Eric J. Toone (2006). Advances in Enzymology and Related Areas of Molecular Biology, Protein Evolution (Volume 75 изд.). Wiley-Interscience. ISBN 0471205036.
- Branden C; Tooze J. Introduction to Protein Structure. New York, NY: Garland Publishing. ISBN 0-8153-2305-0.
- Irwin H. Segel. Enzyme Kinetics: Behavior and Analysis of Rapid Equilibrium and Steady-State Enzyme Systems (Book 44 изд.). Wiley Classics Library. ISBN 0471303097.

## Spoljašnje veze
- Neprilysin на 